# 콥스 페인팅

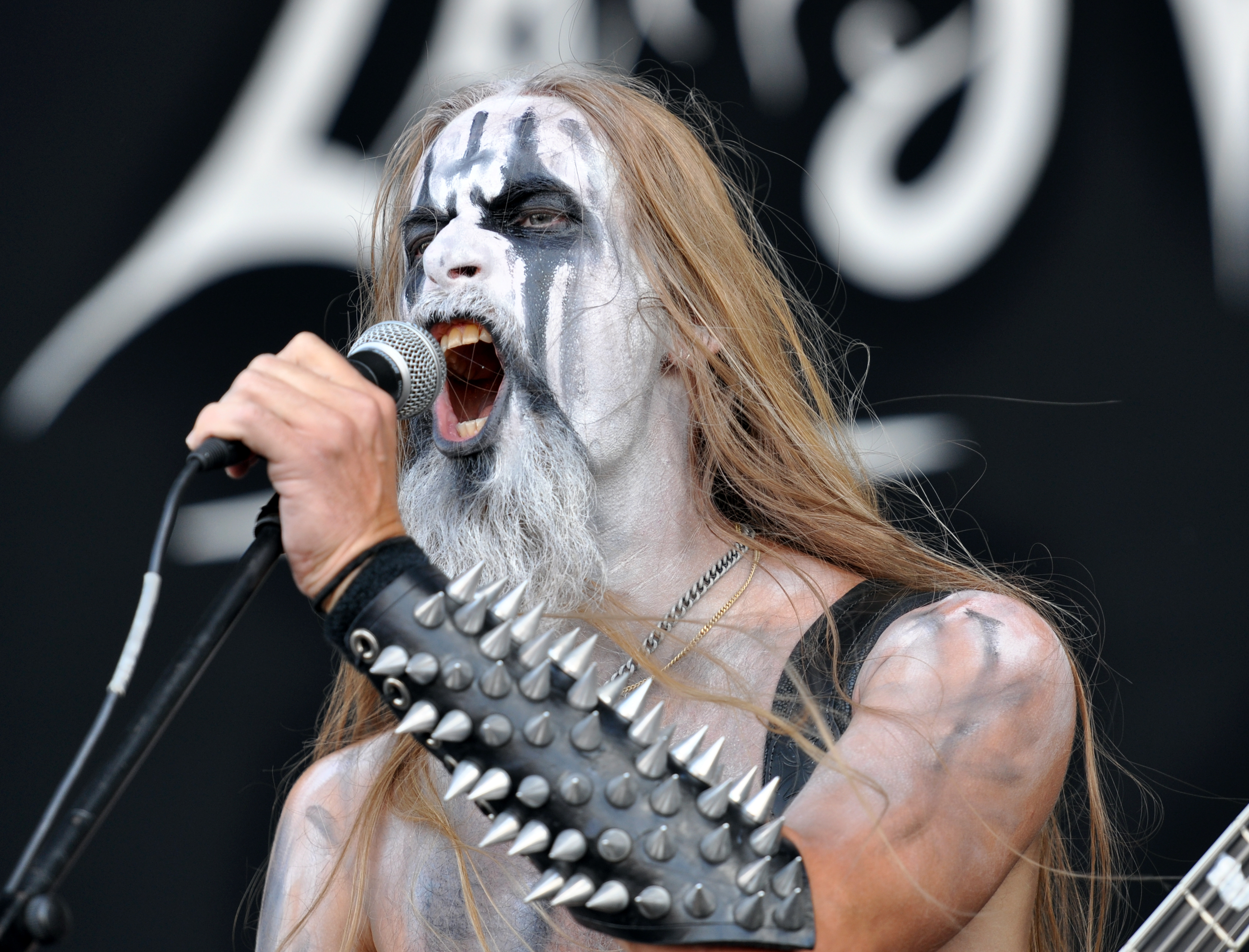

콥스 페인팅(corpsepaint)은 블랙메탈 밴드가 콘서트를 하거나 사진을 찍을 때 하는 흑백 화장이다. 뮤지션을 사람 같지 않게 만드는 것이 목적이다. 보통 시체처럼 분장하기에 콥스 페인팅이라 한다.

## 같이 보기
- 헤비 메탈 패션